# Dipseudopsis njalana
Dipseudopsis njalana är en nattsländeart som beskrevs av Georg Ulmer 1931. Dipseudopsis njalana ingår i släktet Dipseudopsis och familjen Dipseudopsidae. Inga underarter finns listade i Catalogue of Life.